# شکار رد
شکار رد (به انگلیسی: Trail hunting)، یک جایگزین قانونی، اگرچه بحث‌برانگیز است، برای شکار جانوران با سگ‌های شکاری در بریتانیای کبیر است. دنباله ردی از ادرار جانوران (معمولاً روباه) پیش از «شکار» گذاشته می‌شود و سپس توسط دسته‌ای از سگ‌های شکاری و گروهی از پیروان آن به شکل پیاده، سواره یا هر دوی اینها ردیابی می‌شود.